# 7496 Miroslavholub
7496 Miroslavholub eller 1995 WN6 är en asteroid i huvudbältet som upptäcktes den 27 november 1995 av den tjeckiska astronomen Miloš Tichý vid Kleť-observatoriet. Den är uppkallad efter den tjeckiska författaren Miroslav Holub.
Asteroiden har en diameter på ungefär 21 kilometer.